# Stadio Comunale di Cornaredo
El Stadio Comunale di Cornaredo es un estadio multipropósito, pero principalmente ocupado para la práctica del fútbol, situado en la ciudad de Lugano, en el cantón de Ticino en Suiza, fue inaugurado en 1951 y posee una capacidad para 15 000 personas (5000 sentadas y 10 000 de pie). Es sede habitual del club FC Lugano. Desde 2008 a 2011 el recinto fue renovado para cumplir con los estándares de estadios de la Superliga Suiza. La selección nacional de fútbol suiza ha disputado varios partidos internacionales en el estadio de Lugano. 

## Copa del Mundo 1954
El escenario deportivo fue sede de un solo partido en la V edición de la Copa Mundial de Fútbol.
| Fecha       | Fase         | Equipo |                   | Resultado |                    | Equipo  | Espectadores   |
| ----------- | ------------ | ------ | ----------------- | --------- | ------------------ | ------- | -------------- |
| 20 de junio | Primera fase | Italia | Bandera de Italia | 4 - 1     | Bandera de Bélgica | Bélgica | 26 000 Reporte |